# Терміналії
Терміналії (лат. Terminalia) — свято на честь Терміна.
Відповідно до джерел, терміналії святкувалися 23 лютого. Це свято було присвячено божеству кордонів і меж Терміну. У цей день сусіди спільно приносили жертви своїм Термінам, виливаючи мед і молоко в зроблену близько межового каменю яму. На думку вчених, це вказує на хтонічну природу богів. Межовий Капен вмощувався пахощами і увінчувався вінками з квітів. Потім розпалювали від вогню своїх вогнищ багаття, в які діти кидали первинки плодів, а потім починався пишний бенкет.